# Boaventura Rodrigues de Sousa
Boaventura Rodrigues de Sousa (Vairão, Vila do Conde, 20 de Outubro de 1848 – Copenhaga, 31 de Agosto de 1908) foi um emigrante português que enriqueceu em Santos, Brasil, onde foi um dos fundadores da Sociedade Portuguesa de Beneficência de Santos. Regressou a Portugal, sendo então um dos grandes investidores em diversos empreendimentos na região do Grande Porto. 

## Biografia
Boaventura Rodrigues de Sousa foi filho de Manuel Rodrigues de Sousa e de Ana Joaquina de Jesus. Irmão mais velho de Bento Rodrigues de Sousa (1853-1931), Barão de Rio Ave, também brasileiro de torna-viagem.
Faleceu durante uma viagem de lazer a Copenhaga, Dinamarca, vítima de pneumonia, a 31 de Agosto de 1908.